# Newton (cratère martien)
Pour les articles homonymes, voir Newton.
Newton est un cratère d'impact d'environ 300 km de diamètre situé sur la planète Mars dans le quadrangle de Phaethontis par 40,5° S et 201,97° E, dans la région de Terra Sirenum. Il s'agit d'une formation remontant à plus de 3 milliards d'années et profonde d'environ 3,5 km, dont le plancher se trouve autour de 1 200 m sous le niveau de référence des altitudes martiennes tandis que les hautes plaines noachiennnes environnantes sont situées à plus de 2 000 m au-dessus de ce niveau.
Plusieurs cratères d'impact plus petits parsèment le fond du cratère Newton, dont les parois sont connues depuis la fin du siècle dernier pour receler des ravines témoignant d'écoulements fluides. Des traces saisonnières d'écoulements ont également été identifiées au printemps 2011 par l'instrument HiRISE de la sonde Mars Reconnaissance Orbiter en plusieurs points de la surface martienne sous forme de traces sombres qui s'allongent et s'élargissent sur des pentes exposées au soleil, et notamment sur les bords du cratère Newton. Ces formations assez sombres, larges de 0,5 à 5 mètres, se forment préférentiellement face à l'équateur sur des pentes inclinées de 25° à 40° entre 48° S et 32° S, avec une longueur maximum à la fin de l'été et au début de l'automne local, alors que la température de surface se situe entre 250 et 300 K.
Les variations d'éclat, la distribution en latitude et la saisonnalité de ces manifestations suggèrent qu'elles soient l'œuvre d'une substance volatile, mais celle-ci n'a pas été directement détectée. Elles se trouvent en des points trop chauds de la surface martienne pour qu'il puisse s'agir de dioxyde de carbone gelé, et généralement trop froids pour qu'il puisse également s'agir d'eau pure gelée. Ces observations plaident donc également en faveur de saumures, qui semblent se former ponctuellement de temps en temps à la surface de la planète,.

Évolution des traces saisonnières d'écoulements en bordure du cratère Newton (image animée)
Autre vue animée de ces traces saisonnières montrant leur allongement et leur changement de teinte
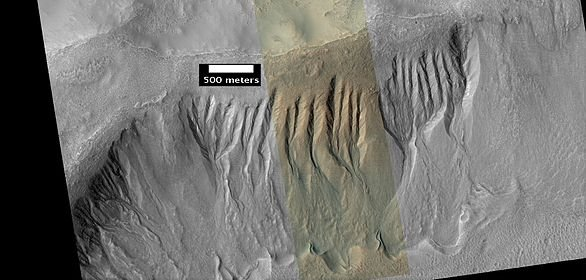
Ravines en bordure du cratère Newton